# Циньхуай
Циньхуа́й (кит. упр. 秦淮, пиньинь Qínhuái) — район городского подчинения города субпровинциального значения Нанкин провинции Цзянсу (КНР). Район назван в честь реки Циньхуайхэ.

## История
В 1933 году в этих местах были образованы Район № 2 и Район № 3. В 1955 году Район № 2 был переименован в район Байся (白下区, назван в честь улицы, на которой размещалось его правление), а Район № 3 — в район Циньхуай. В 1966 году район Циньхуай был переименован в район Цзуньи (遵义区), а в 1967 году район Байся — в район Чаоян (朝阳区). В 1973 году обоим районам были возвращены прежние названия.
В 2013 году районы Циньхуай и Байся были объединены в единый район, получивший название Циньхуай.

## Административное деление
Район делится на 12 уличных комитетов.